# Clara Tybjerg
Clara Sophie Tybjerg, amb cognom de soltera Sarauw (1864-1941), fou una activista, pacifista i educadora danesa pels drets de les dones. El 1915, assistí a la Conferència Internacional de Dones a la Haia, juntament amb Thora Daugaard. De llavors ençà, cofunda, i del 1916 al 1920 dirigeix Danske Kvinders Fredskæde (Cadena de Pau de Dones Daneses), que esdevingué la branca danesa de la Lliga Internacional de Dones per la Pau i la Llibertat. També és recordada per ajudar a portar xiquets víctimes de la guerra de Viena a Dinamarca després de la Primera Guerra Mundial.

## Primers anys i educació
Nasqué el 3 de març del 1864 a la parròquia de Kalvehave, prop de Vordingborg. Clara Sophie Sarauw era filla del guarda forestal Conrad August Nicolaus Sarauw (1816-1886) i de Betzy Wilhelmine Hansen (1834-1909). Després de la mort de son pare, se n'anà a Copenhaguen, on exercí de professora al Den Kellerske Åndssvageanstalt, especialitzat en l'educació d'infants multifuncionals. Després marxà als Estats Units, on treballà i continuà els estudis a Pennsylvania Training School for Feebleminded Children fins al 1892.
El 18 de maig del 1893 es casà amb el jutge Erland Tybjerg (1863-1925). Fou contractada com a professora d'anglés en H. Adlers Fællesskole, la primera escola mixta danesa, on va romandre fins al 1915.

## Participació en el moviment feminista danés
Tybjerg participà en el moviment feminista danés. El 1913 era secretària internacional del Danske Kvinders Nationalråd (Consell de Dones de Dinamarca) i també membre de Kvindelig Læseforening (Associació de Lectores). Fins que les dones daneses aconseguiren el seu dret a vot al 1915, ella i la seua germana Elna Munch van lluitar per la causa.

## Carrera com a activista per la pau
El 1915, assistí a la Conferència Internacional de Dones per la Pau a la Haia. Fundà, juntament amb Thora Daugaard, Danske Kvinders Fredskæde, la branca danesa de la Lliga Internacional de Dones per la Pau i la Llibertat. Tybjerg creà una xarxa d'estudi formada per 30 dones, entre les quals Gyrithe Lemche, Henni Forchhammer, Estrid Hein, Matilde Bajer i Ellen Hørup. Viatjaren per tota Dinamarca animant les dones a afiliar-s'hi. Tybjerg va presidir l'organització del 1915 al 1920. Després va presidir-ne la branca de Copenhaguen del 1921 al 1925. Thora Daugaard la va succeir en la presidència.
Finalitzada la Primera Guerra Mundial, la WILPF organitzà una segona conferència a Zuric. Tybjerg hi anà en representació de la branca danesa. A partir del 1921, es va esforçar per ajudar xiquets de Viena que sofrien desnutrició. Va aconseguir que molts se'n traslladaren a Dinamarca, on van poder recuperar la salut en llars daneses.

## Vida personal
Tybjerg estava casada i tenia dos fills. Després de perdre el marit el 1925, visqué uns anys a Hillerød, on continuà militant en el pacifisme. Va morir a Copenhaguen el 14 de gener del 1941. Està enterrada al cementeri de Tibirke, prop de Tisvilde.